# Prostitution en Macédoine
 (décembre 2023).

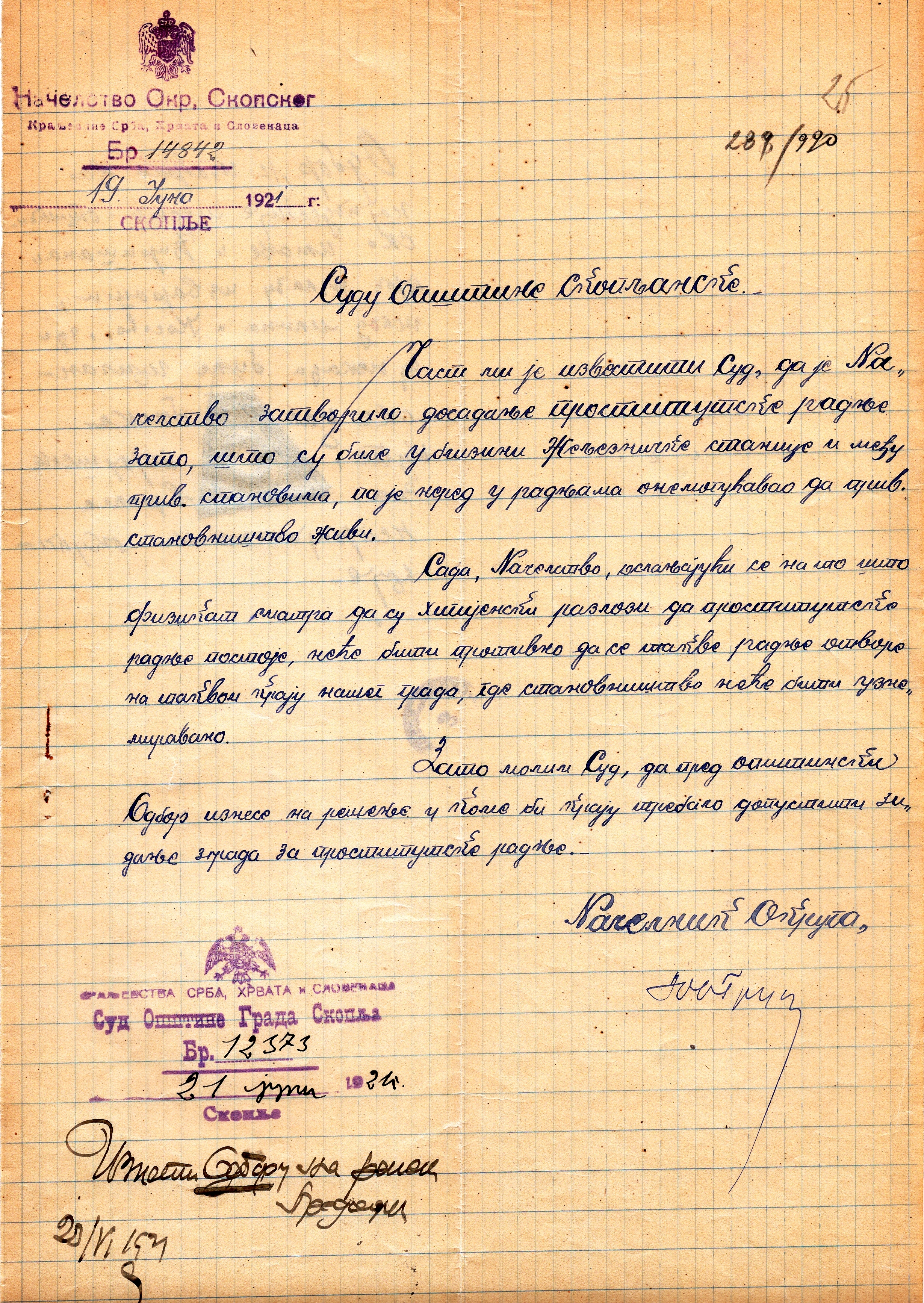
Une demande de désignation d’un lieu dans la ville Skopje où les prostitués pourront s'installer (21 juin 1921)

La prostitution en Macédoine est légale, mais avec diverses restrictions, et courante. L'ONUSIDA estime qu'il y a 3 588 prostituées dans le pays. Le gouvernement macédonien tente actuellement de réprimer la prostitution.
STAR-STAR (Association pour le soutien des travailleurs marginalisés) est un groupe de soutien dirigé par les travailleuses du sexe. Son conseil exécutif est exclusivement composé de travailleuses du sexe. STAR-STAR a été le premier collectif de travailleuses du sexe des Balkans.
Le pays est un point de transit majeur pour la prostitution vers l'ouest,. La traite des femmes à des fins sexuelles rapporte des milliards en Macédoine du Nord et est considérée comme étant principalement dirigée par des gangsters albanais. La « cheville ouvrière » réputée du trafic sexuel, Dilaver Bojku, a été assassinée d'une balle dans la tête à bout portant en août 2017.

## Situation juridique
Les restrictions appliquées à la prostitution en Macédoine du Nord proviennent à la fois de la loi sur les délits contre l'ordre public et la paix et de la loi pénale de 1996,.
La sollicitation dans un lieu public est interdite par l'article 19 de la loi sur les délits. L'article interdit également de prévoir un espace pour un acte de prostitution. Les restaurants, bars et hôtels étant définis comme des lieux publics, les propriétaires de ces lieux peuvent être condamnés à une amende en cas de prostitution sur place. Le sexe en public est également interdit,.
L'article 191 de la loi pénale interdit la participation de tiers, comme le proxénétisme et le profit de la prostitution d'autrui,.
L'application est souvent violente envers les travailleuses du sexe. Dans une étude de 2007, 82,4% des travailleuses du sexe avaient été agressées par la police.

## Trafic sexuel
La Macédoine du Nord est un pays d'origine, de transit et de destination pour les femmes et les enfants victimes de trafic sexuel. Les femmes et les filles en Macédoine du Nord sont victimes de trafic sexuel dans le pays dans les restaurants, bars et boîtes de nuit. Les victimes étrangères victimes de trafic sexuel en Macédoine du Nord sont généralement originaires d'Europe de l'Est, en particulier d'Albanie, de Bosnie-Herzégovine, du Kosovo, de Roumanie, de Serbie et d'Ukraine. Les citoyens de Macédoine du Nord et les victimes étrangères qui transitent par la Macédoine du Nord sont victimes de trafic sexuel en Europe méridionale, centrale et occidentale. Les migrants et les réfugiés, en particulier les femmes et les mineurs non accompagnés, voyageant ou passant clandestinement à travers la Macédoine du Nord sont vulnérables à la traite. Les étudiants sont vulnérables aux fausses promesses d'emploi dans d'autres pays européens. Les trafiquants corrompent fréquemment la police et les inspecteurs du travail. La police a fait l'objet d'une enquête et a été condamnée pour complicité de traite des êtres humains.
Les articles 418 (a) et (d) du Code pénal interdisent toutes les formes de traite et prescrivent une peine minimale de quatre ans d'emprisonnement pour les adultes de la traite et de 12 ans pour la traite des enfants. En décembre 2015, le gouvernement a supprimé l'article 191 (a) sur la prostitution des enfants, qui permettait de poursuivre les trafiquants sexuels d'enfants pour une infraction moindre, et a modifié l'article 418 (d). Le gouvernement a enquêté sur une affaire de trafic sexuel impliquant six suspects de trafic sexuel et de travail d'enfants, contre aucune enquête en 2015.
Le Bureau de surveillance et de lutte contre la traite des personnes du département d'État des États-Unis classe la Macédoine du Nord comme un pays de « niveau 2 ».